# Ruyaulcourt
Ruyaulcourt là một xã trong tỉnh Pas-de-Calais, vùng Hauts-de-France, Pháp.

## Địa lý
Ruyaulcourt nằm giữa tuyế A2 autoroute và Canal du Nord, cự ly khoảng 19 dặm (31 km) về phía đông nam Arras, tại giao lộ của các tuyến đường D19E và D7.

## Dân số
| 1962                                                              | 1968 | 1975 | 1982 | 1990 | 1999 | 2006              |
| ----------------------------------------------------------------- | ---- | ---- | ---- | ---- | ---- | ----------------- |
| 334                                                               | 376  | 353  | 323  | 304  | 295  | align=center} 273 |
| Số liệu điều tra dân số tính từ năm 1962, dân số chỉ tính một lần |      |      |      |      |      |                   |

## Địa điểm nổi bật
- Nhà thờ St.Pierre, rebuilt, along with most of the village, after World War I.
- The Commonwealth War Graves Commission cemetery.